# カーデンベルゲ
カーデンベルゲ（ドイツ語: Cadenberge、低地ドイツ語: Cuddeldutt/Kumbarg）は、ドイツ連邦共和国ニーダーザクセン州クックスハーフェン郡ザムトゲマインデ・ラント・ハーデルンに属す町村（以下、本項では便宜上「町」と記述する）である。このザムトゲマインデにはカーデンベルゲを含め14市町村が含まれる。

## 地理

### 位置
カーデンベルゲはクックスハーフェン郡のオーステ川およびエルベ川下流の近くに位置している。カーデンベルゲはクックスハーフェンの南東に、シュターデおよびハンブルクの北西に位置している。

### 隣接する町村
カーデンベルゲに隣接する町村は、北はバリエおよびエーダークヴァルト（ともにシュターデ郡）、東はオーベルンドルフ (オーステ)、南はヴィングスト、西はビュルカウおよびノイハウス (オーステ) である。

### 自治体の構成
- カーデンベルゲ
- ゲーファースドルフ

## 歴史

### 地名
ユルゲン・ウドルフはラジオ番組 Der Ortsnamenforscher（直訳: 地名研究）で以下のように述べている:
この地名は850年前から伝わっている。この地名の一部である Cad は、『脂肪片』を意味する中低ドイツ語の Cade に由来する。この語は他にも『不潔』や『汚れ』も意味する。したがって、『汚れ』、『泥沼』、『あまり美しくない風景』が語源の解釈の候補となる。この地名の解釈は非常に難しい

### 歴史
カーデンベルゲは1148年に初めて文献に記録されている。元の聖ニコライ教会は1319年頃に初めて記録されている。1742年から1752年まで、古い基礎の上に教会の新しい建物が建設された。
1319年頃ブレーメンの騎士領が記録されている。1724年旧騎士領に3階建ての領主館が建設された。この建物は後にブレーメン伯の騎士の所有となり、カーデンベルゲ城と称した。現在この建物はカーデンベルゲ職業訓練学校の寄宿舎となっている。
カーデンベルゲは、中世以降この地域の市場が開催される場所として発展した。
1881年ハンブルクからクックスハーフェンにつながるニーダーエルベ鉄道の駅が建設された。このカーデンベルゲ駅は1905年と1912年に拡充がなされた。
1965年6月1日、カーデンベルゲ、ヴィングスト、オペルンはザムトゲマインデ・アム・ドプロックを形成した。ビュルカウとオーベルンドルフが1970年に、ノイハウス、ベルム、ゲーファードルフが1972年にこれに加わった。
2016年11月1日にカーデンベルゲは隣のゲーファースドルフと合併し、新たな自治体カーデンベルゲが形成された。

### 人口推移
| 年         | 1987  | 1992  | 1997  | 2002  | 2007  | 2008  | 2009  | 2010  | 2011  | 2015  |
| ---------- | ----- | ----- | ----- | ----- | ----- | ----- | ----- | ----- | ----- | ----- |
| 人口（人） | 3,083 | 3,114 | 3,236 | 3,337 | 3,371 | 3,377 | 3,343 | 3,349 | 3,328 | 4,126 |

それぞれ12月31日時点の数値

## 行政

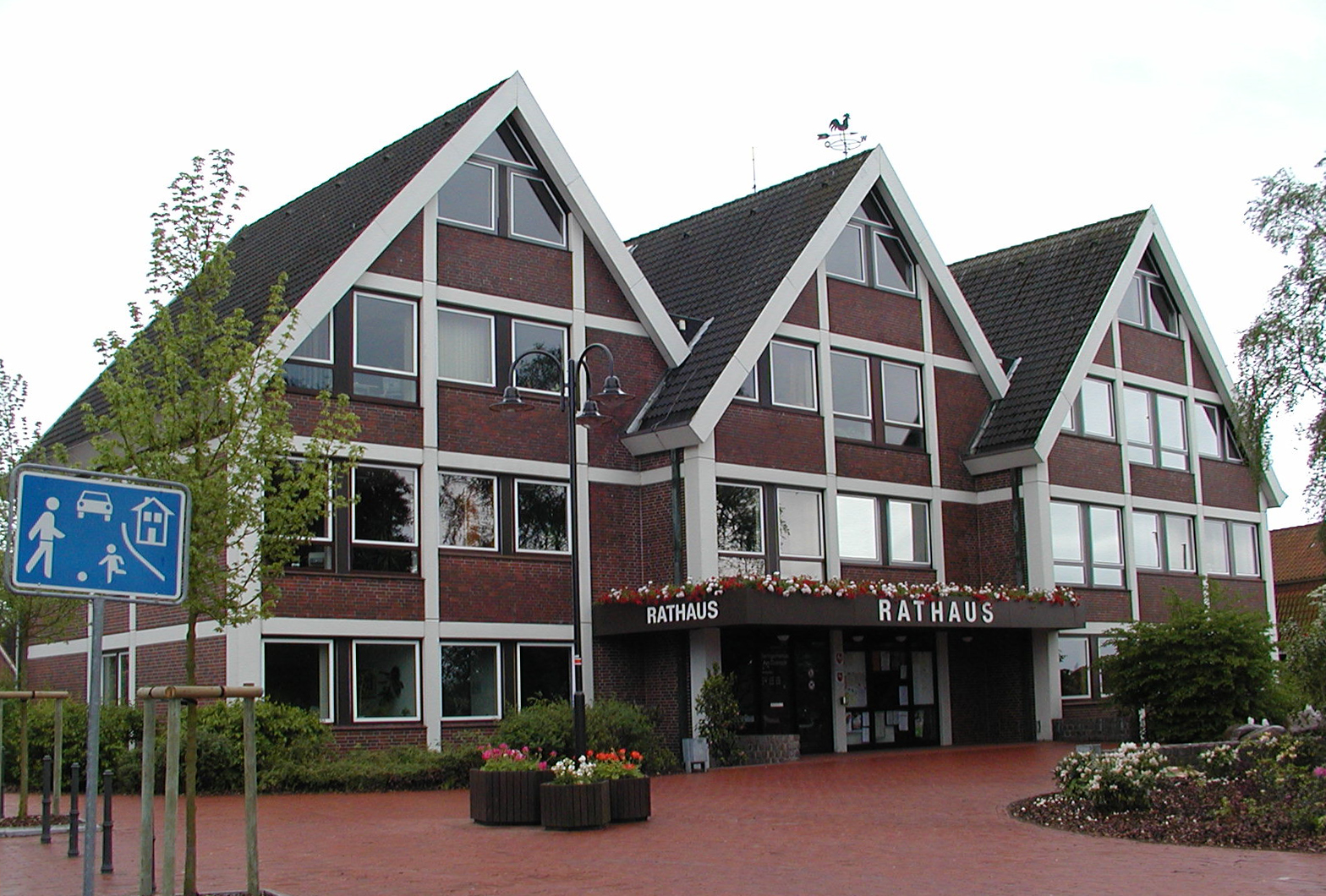
ザムトゲマインデ役場のカーデンベルゲ支所

### 議会
カーデンベルゲの町議会は、15人の議員で構成されている。これは人口 3,001人から5,000人のザムトゲマインデに属す町村の議員定数である。議員は5年ごとに住民の選挙で選出される。

### 首長
町議会は、議員のヴォルフガング・ヘス（無所属）を任期中の名誉職の町長に選出した。
第二次世界大戦後の町長を列記する:
- 1945年 - 1946年: テオドール・カルステン
- 1946年 - 1948年: アウグスト・グリンテンカンプ
- 1948年 - 1950年: テオドール・カルステン
- 1950年 - 1953年: アドルフ・オットー・シュリヒトマン
- 1953年 - 1965年: ハンス・アルベルト・ヴィルヘルム・シュロット
- 1965年 - 1981年: カール・ブロットマン
- 1981年 - 1986年: ハインツ・レムカウ (CDU)
- 1986年 - 2001年: アントン・ヘルツィヒ (SPD)
- 2001年 - 2011年: ハンス・ゲオルク・ハインセン (CDU)
- 2011年 - : ヴォルフガング・ヘス（無所属）

### 紋章
図柄: 左右二分割。向かって左側: 頂部は赤地に銀色の犂。その下は銀地に青い海を向かって右に進む黒い帆を張り、マストに赤い三角旗を付けた、赤い1本マストの船。向かって右側: 銀地に、分割線から半分だけ現れた赤い歯車。
解説: 向かって左側の犂と船は、ゲーファースドルフ住民の伝統的な職業である農業と海運（および漁業）を表している。向かって右は、断絶したブレーメン伯家の紋章から採られた。この伯家は何世紀にもわたってカーデンベルゲを領有し、その発展に大きな影響を及ぼした。

## 文化と見所

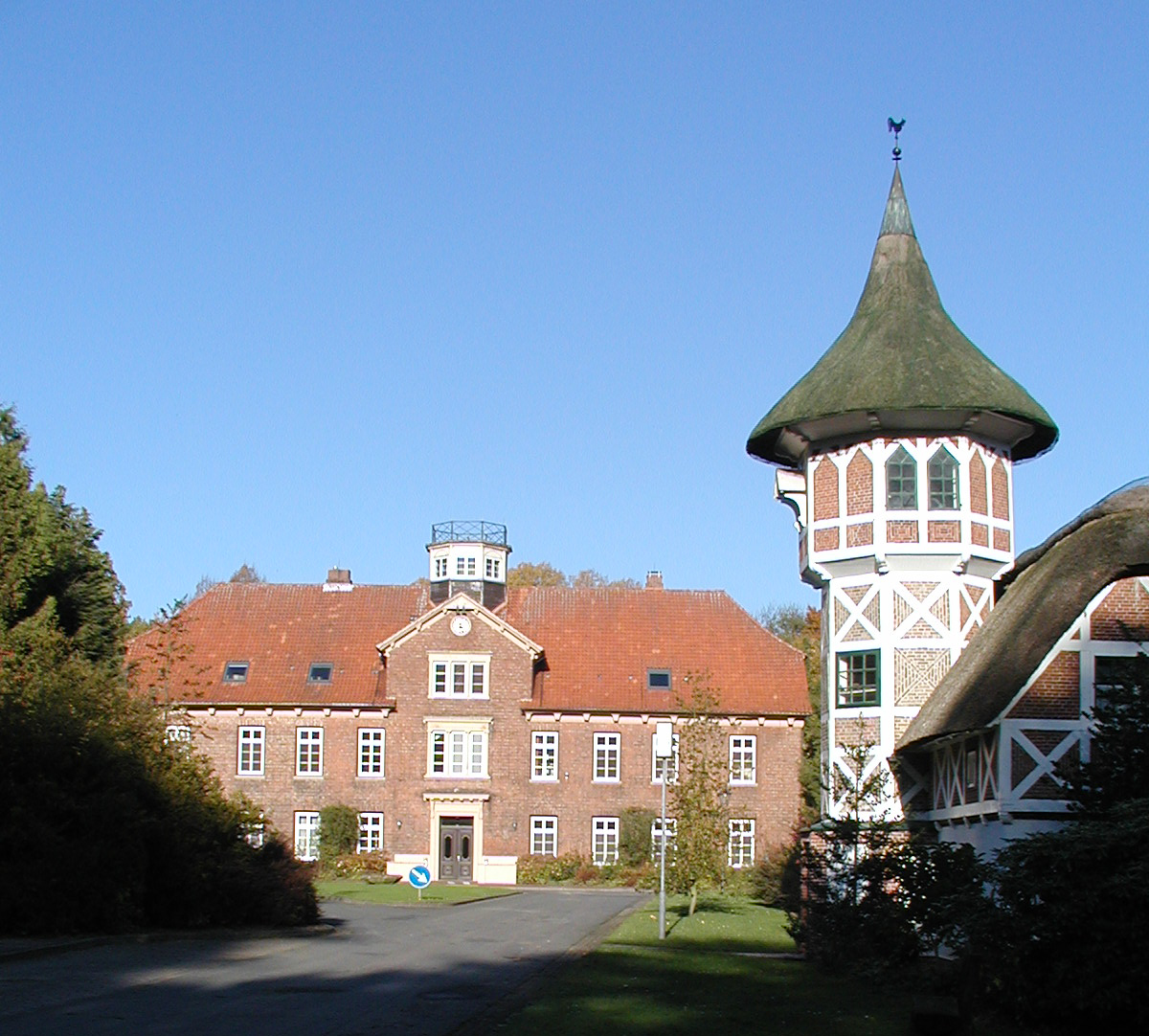
カーデンベルゲ城の領主館（正面）と鳩小屋（向かって右手の塔がある建物）

### 公園、城館、鳩舎
ブレーメン伯の城館公園には、領主館、風変わりな鳩小屋、珍しい樹木がある。この公園は2008年末に、歴史的な姿に戻され、保護文化財に指定された。この公園からの遊歩道は、ヴィングストのフレーゼン湿地を通っている。
3階建てのレンガ作りの領主館は、1724年から1752年に建設された。寄せ棟屋根には八角形木造の明かり取りの小塔が見られる。

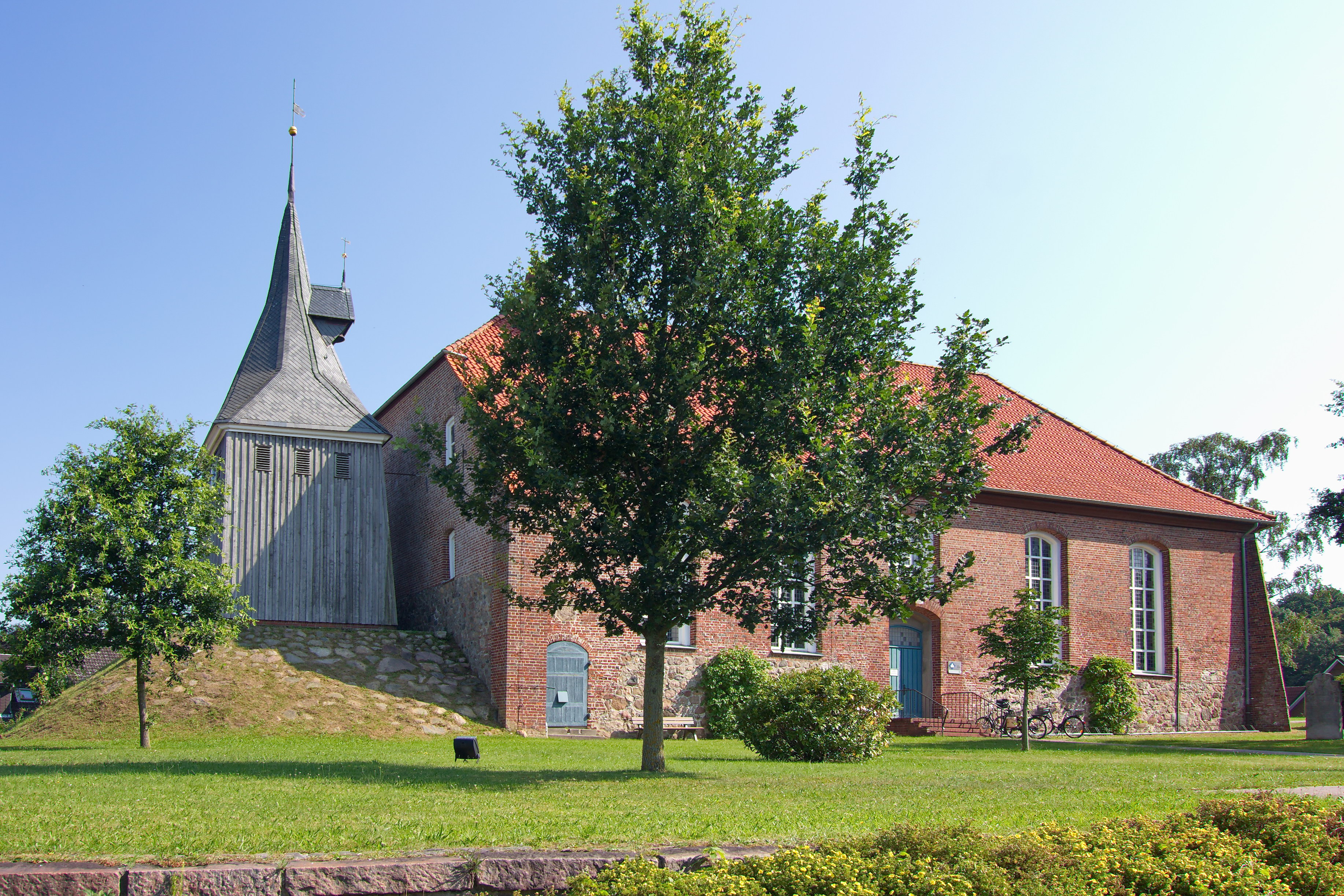
カーデンベルゲの聖ニコライ教会

鳩舎は現在、博物館とホテルになっている。

### 教会
元々ゴシック様式だった聖ニコライ教会は、ミラのニコラウスにちなんで命名された。この教会は、教皇の資料収集係であるヤーコプ・デ・ロタの1319年の業務報告書に記録されている。1742年から1752年に、その基礎壁の上に、多角形の東端を持つ長方形のザールキルヒェとして、より大きなレンガ造りの新しい建物が建設された。
西の、独立した木造の鐘楼は1723年に建造された。教会の新築で、古い教会のかなり多くの部分が取り壊されたため、この塔はやや均整を欠いた格好になっている。現在は積み重ねられた石材で見えなくなっているが、この塔は4本の壁が付けられた石柱の上に建っている。塔には3つの鐘が設置されている。2つがカリヨン用、1つが時報用の鐘である。2つのカリヨン用の鐘は、As' と G' に調音されている。2つの鐘のうち、小さい方の鐘は1698年にシュターデのクリストフ・ハウプナーによって製作されたが、大きい方の鐘は割れてしまったため1732年にカスパー・ケーニヒによって鋳造された。大きい鐘は第二次世界大戦で供出しなければならなかったが、その後無傷で返却された。時報の鐘は1950年に初めて鋳造された。
内部: 説教壇付き祭壇は18世紀の初めに制作された。信者席、2階席、グーツプリーヒェ（領主用貴賓席）は18世紀末に創られた。オルガンの製造は18世紀にヤーコプ・アルブレヒトによって着手され、1754年から1756年までヨハン・ハインリヒ・クラップマイヤーが引き継ぎ、1764年にディートリヒ・クリストフ・グローガーによって完成された。
教会と教会塔は1962年から1965年に修復された。

### 年中行事
- 春の市（4月の第3週末）
- カーデンベルゲ射撃祭（6月第4週末の土曜日）
- カーデンベルゲ＝ランゲンシュトラーセ射撃祭（9月の第1週末の日曜日）
- 秋の市（10月の第3週末）
- カーデンベルガー・フェラインのアドヴェント交流会（第3アドヴェント）

## 経済と社会資本

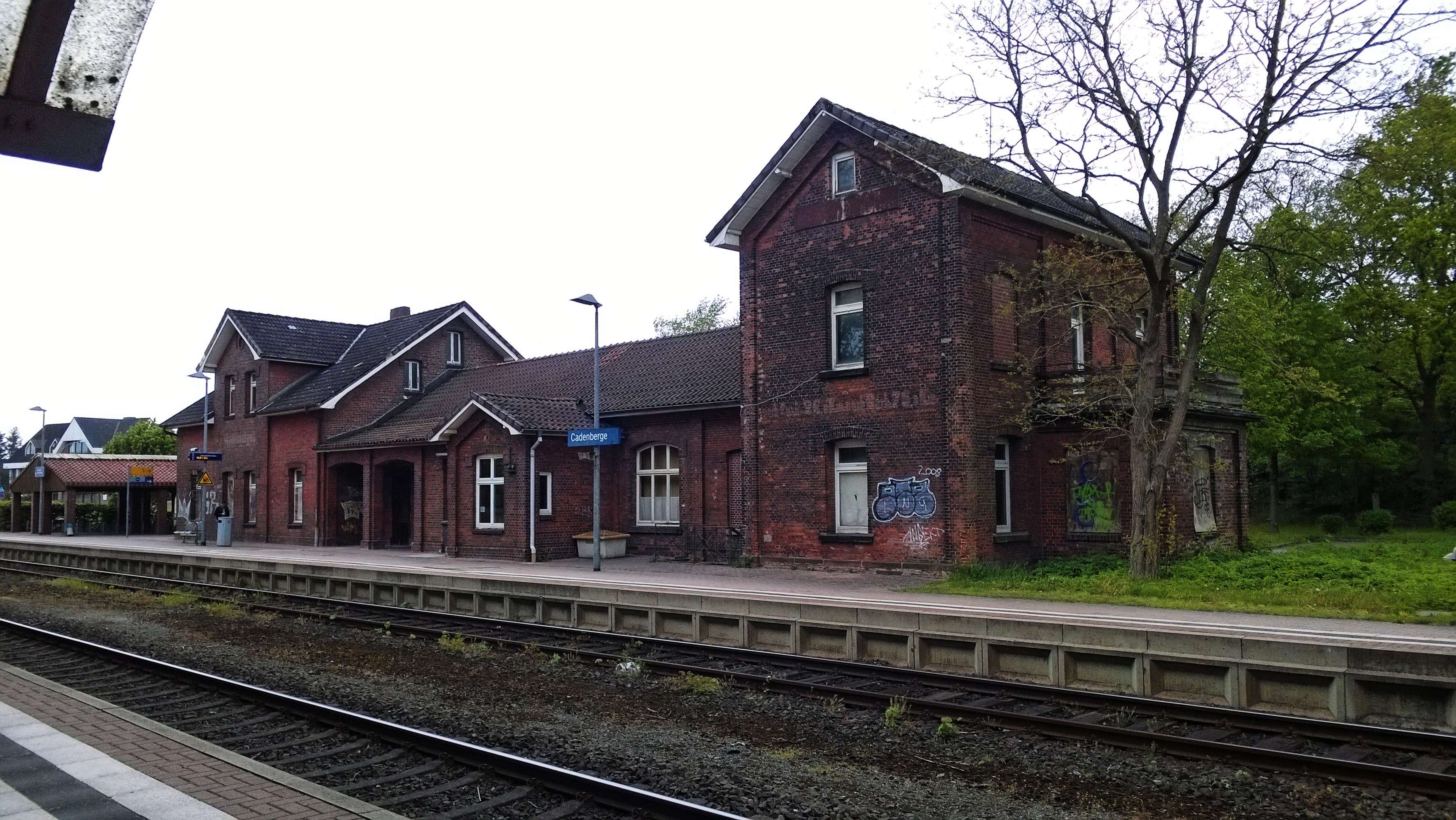
カーデンベルゲ駅

### 交通
カーデンベルゲは、連邦道 B73号ハンブルク - クックスハーフェン線およびヴィングストへ向かう郡道 K22号線沿いに位置している。
ハンブルクからクックスハーフェンに向かうニーダーエルベ鉄道が通っており、カーデンベルゲに駅がある。

## 人物

### 出身者
- アウグスト・ディークマン（ドイツ語版、英語版）（1912年 - 1943年）武装親衛隊大佐

## 関連文献
- Willi Klenck (1957). Heimatbuch des ehemaligen Kreis Neuhaus an der Oste. Lamstedt: A. Pockwitz Verlag